# آکادمی هنر ارتش آزادی‌بخش خلق
آکادمی هنر ارتش آزادی‌بخش خلق (انگلیسی: People's Liberation Army Academy of Art) نام یک دانشگاه در ناحیه هایدیان پکن است.
این دانشگاه یک پردیس و ۷ دپارتمان دارد و در ۱۲ رشتهٔ تخصصی، خدمات آموزشی ارائه می‌کند.